# Michał Biskup
Michał Biskup (ur. 10 kwietnia 1974 w Pucku) – były polski piłkarz.
Wychowanek Zatoki Puck, zaliczył na swoim koncie 29 spotkań w ekstraklasie w barwach ŁKS-u Łódź oraz Wisły Kraków. Reprezentant kadr młodzieżowych, zdobywca 3. miejsca na mistrzostwa Europy U-16 w 1990 roku.
Starszy brat Jakuba Biskupa, który również jest piłkarzem.